# Anchuelo
Anchuelo är en kommun i Spanien. Den ligger i den autonoma regionen Madrid, i den centrala delen av landet, 40 km öster om huvudstaden Madrid. Antalet invånare är 1 392 (2024).